# Miltochrista crocea
Miltochrista crocea är en fjärilsart som beskrevs av Kirby 1892. Miltochrista crocea ingår i släktet Miltochrista och familjen björnspinnare. Inga underarter finns listade i Catalogue of Life.